# Высокое (Медвенский район)
Высо́кое — село в Медвенском районе Курской области России. Административный центр Высокского сельсовета.

## География
Село находится на юге центральной части Курской области, в пределах Среднерусской возвышенности, в лесостепной зоне, на правом берегу реки Реут, на расстоянии примерно 5 км (по прямой) к западу от Медвенки, административного центра района. Абсолютная высота — 184 м над уровнем моря.

### Климат
Климат характеризуется как умеренно континентальный, с тёплым летом и умеренно холодной зимой. Среднегодовая температура воздуха — 5,5 °C. Абсолютный минимум температуры воздуха самого холодного месяца (января) составляет −37 °C; абсолютный максимум самого тёплого месяца (июля) — 35 °C. Безморозный период длится около 151 дня в году. Среднегодовое количество атмосферных осадков составляет 587 мм, из которых большая часть выпадает в тёплый период.

### Часовой пояс
Село Высокое, как и вся Курская область, находится в часовой зоне МСК (московское время). Смещение применяемого времени относительно UTC составляет +3:00.

## Население
| 2002 | 2010 |
| ---- | ---- |
| 495  | ↘457 |

### Половой состав
По данным Всероссийской переписи населения 2010 года в половой структуре населения мужчины составляли 46,4 %, женщины — соответственно 53,6 %.

### Национальный состав
Согласно результатам переписи 2002 года, в национальной структуре населения русские составляли 97 %.

## Инфраструктура
Личное подсобное хозяйство. В селе 156 домов.

## Транспорт
Высокое находится в 8 км от автодороги федерального значения М2 «Крым» (часть европейского маршрута E 105), в 15 км от автодороги регионального значения 38К-004 (Дьяконово — Суджа — граница с Украиной), в 5 км от автодороги 38К-009 (М-2 «Крым» — 38К-004), при автодорогах межмуниципального значения 38Н-223 (М-2 «Крым» — Ленинская Искра — Высокое) и 38Н-204 (38К-009 – Высокое), в 24 км от ближайшей ж/д станции Дьяконово (линия Льгов I — Курск).
В 96 км от аэропорта имени В. Г. Шухова (недалеко от Белгорода).